# 皿山公園 (須恵町)
皿山公園（さらやまこうえん）は、福岡県糟屋郡須恵町にある公園である。

## 概説
若杉山の山麓に広がる町立の公園で、春には3万本のツツジが、初夏には2,000株のアジサイが咲く名所となっているほか、カンラン岩の巨石が積み重なった天然のロックガーデンでも有名。町南東部の高台にあるため眺望も優れており、福岡市街、博多湾、糸島半島を見渡すことも可能。
公園内には「須恵町立歴史民俗資料館」が立地しており、蒸気機関車や昔の生活用品、須恵町の歴史にまつわる史料などを展示。開館は1974年で、町立としては九州で初めて建てられた資料館である。

## 所在地・アクセス
所在地
福岡県糟屋郡須恵町上須恵21-3
交通アクセス
JR九州香椎線須恵中央駅下車後、須恵町福祉センターまで徒歩5分（400m）。そこから須恵町コミュニティバス一番田〜上須恵線に乗車し「皿山公園」下車すぐ。
もしくは、上記須恵中央駅下車後、「須恵役場前」バス停まで徒歩3分（180 m）。そこから西鉄バス佐谷ゆきに乗車し「老人ホーム前」下車、徒歩15分（1.2 km）。
マイカーの場合、九州自動車道須恵スマートインターチェンジから3 km。もしくは同福岡インターチェンジから8.4 km。
駐車場あり

## ギャラリー

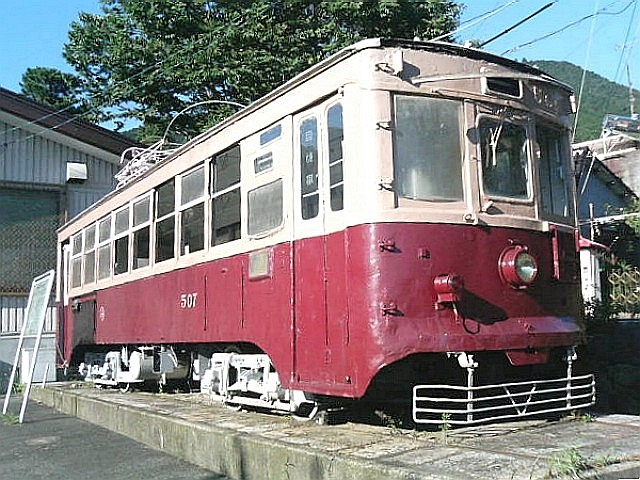
西鉄500形電車 ※現在は別の場所へ移設された
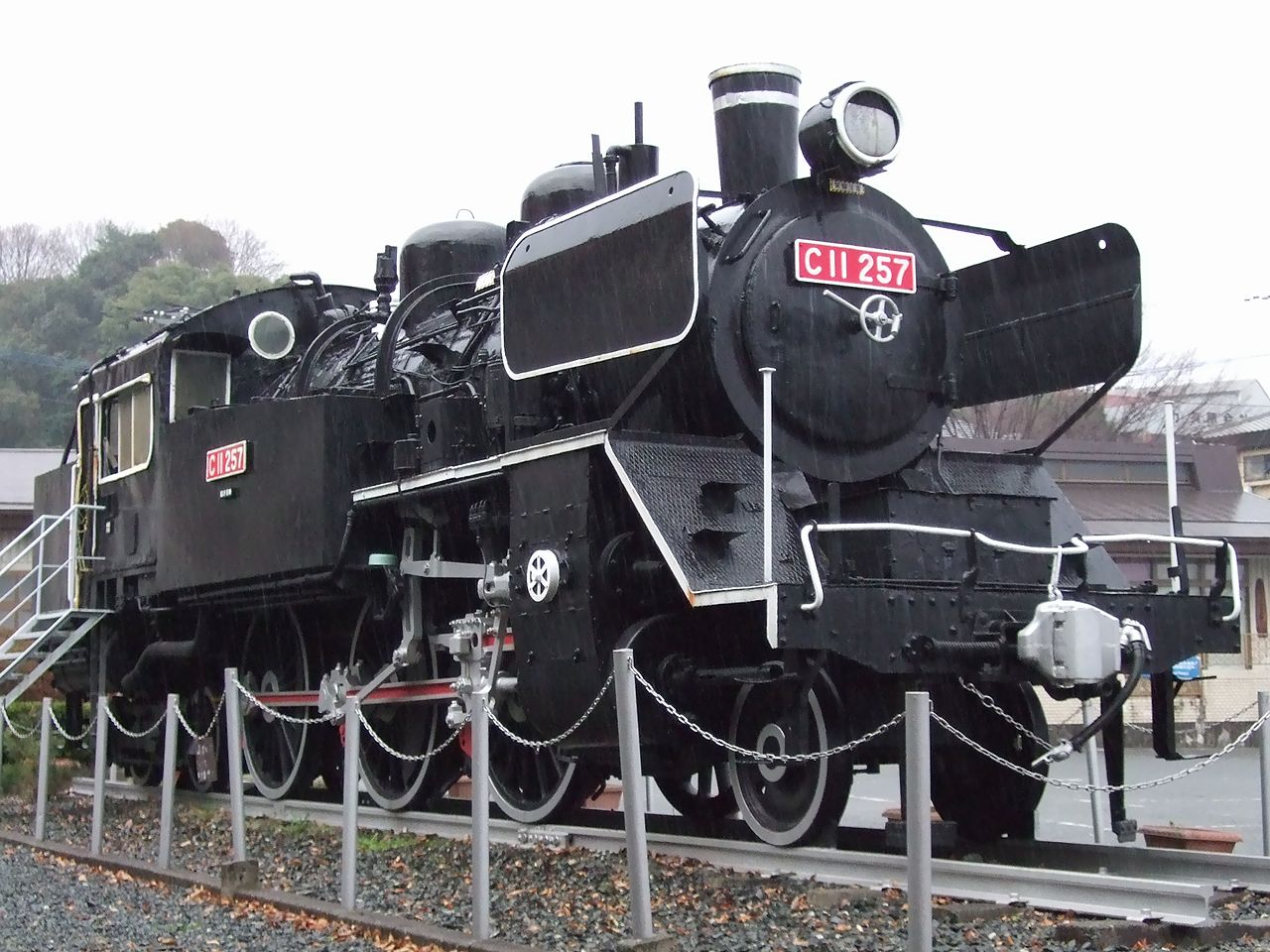
国鉄C11形蒸気機関車
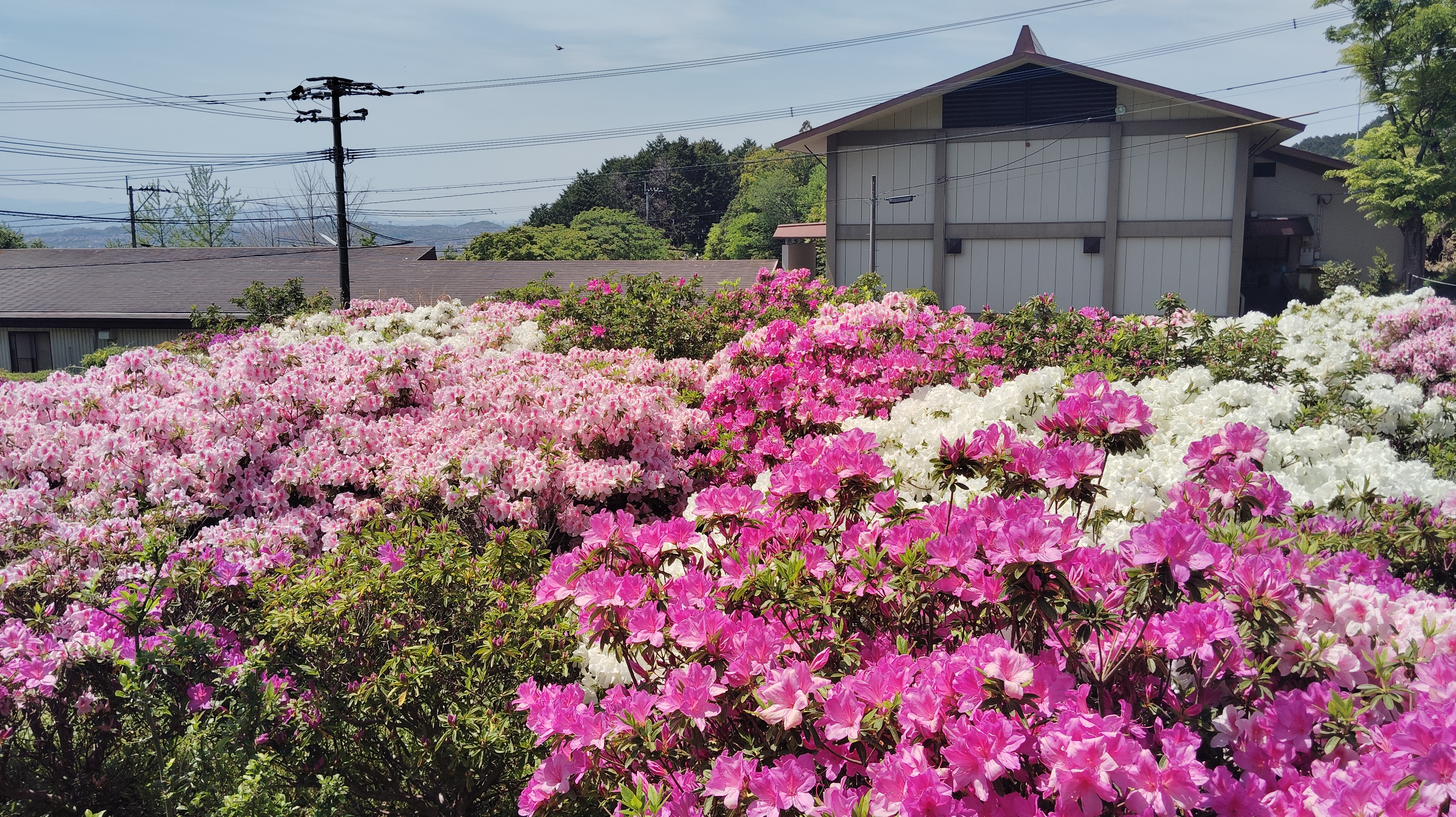
園内のつつじ
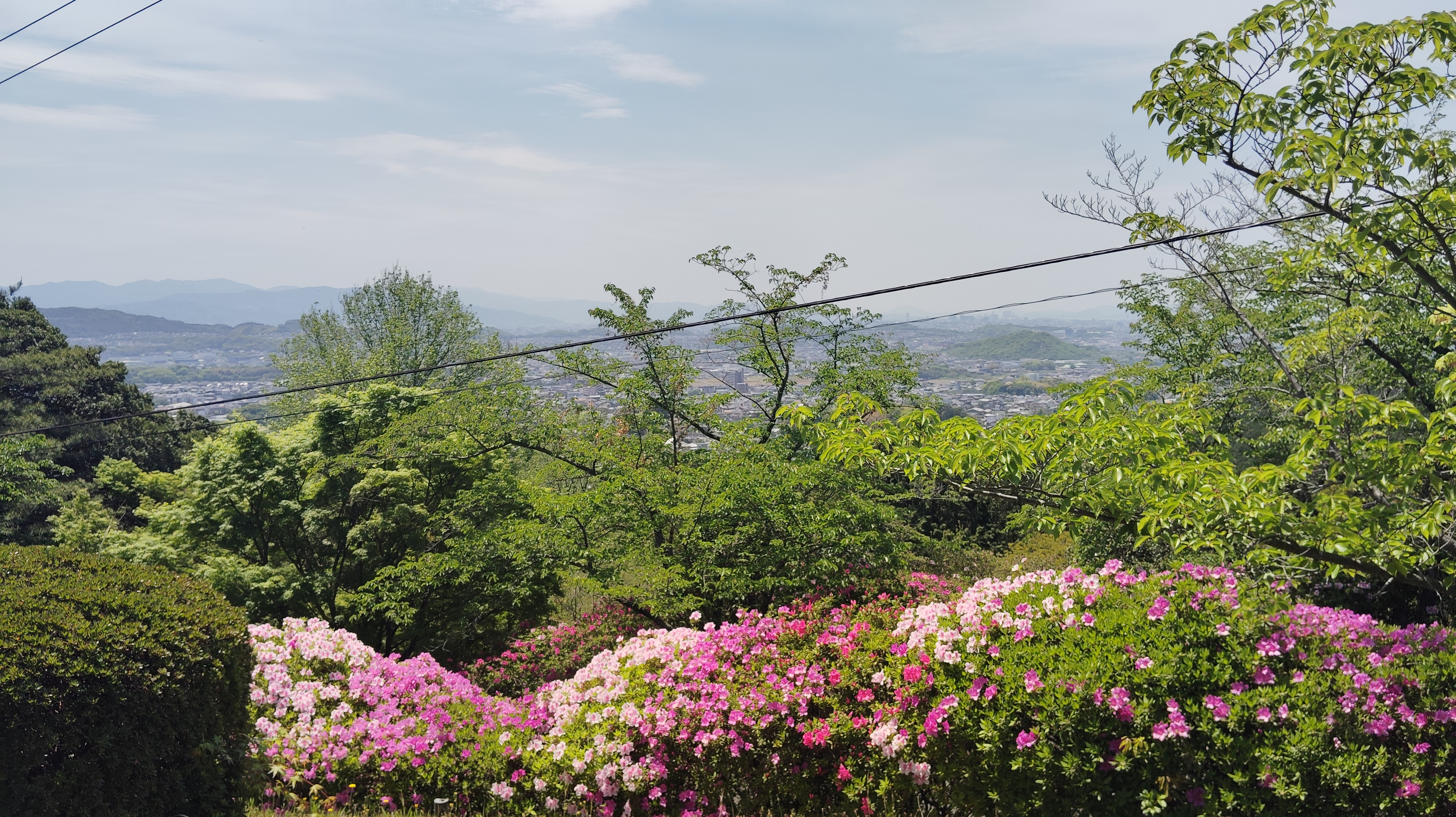
芝生広場からの眺望
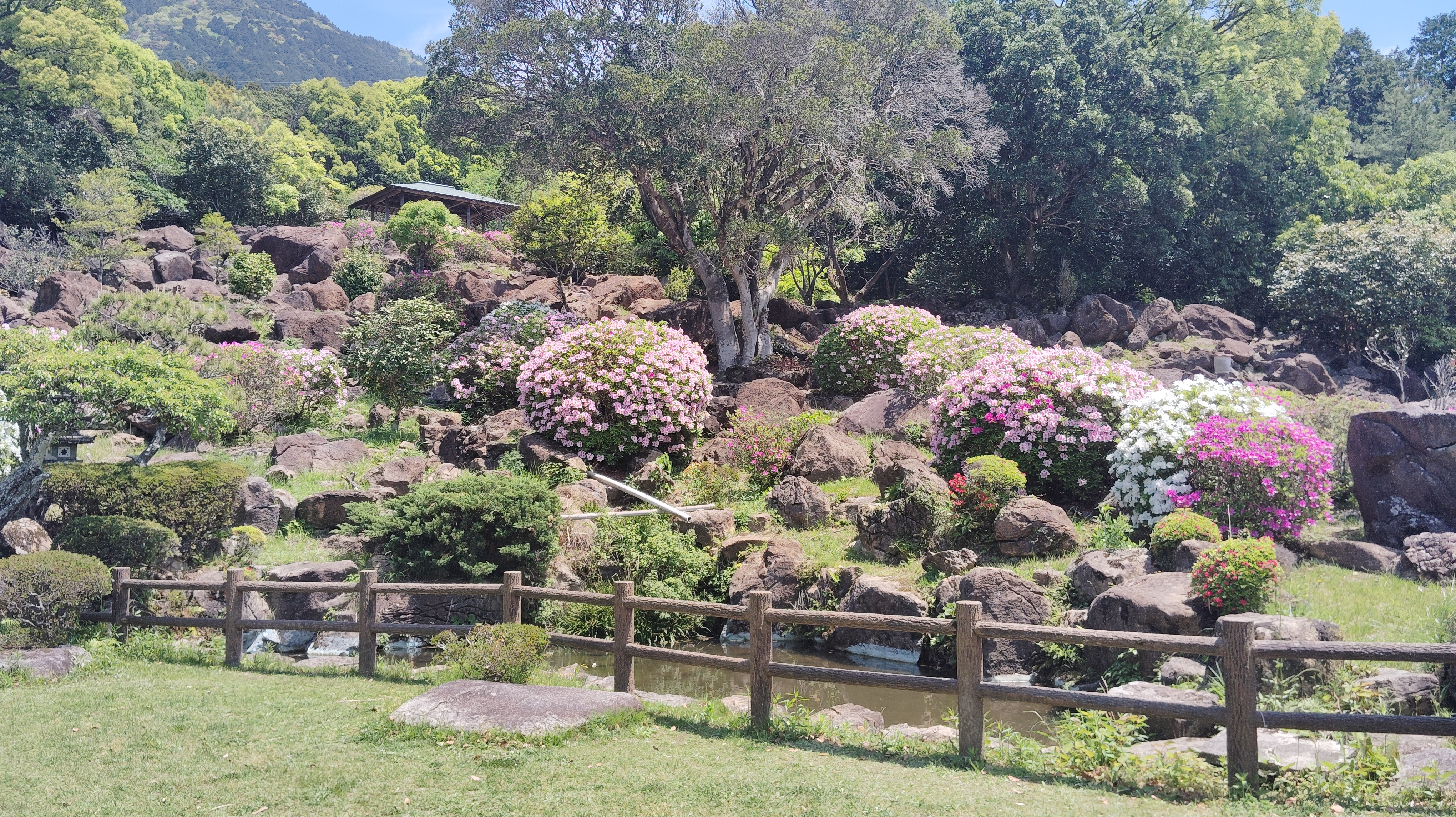
ロックガーデン
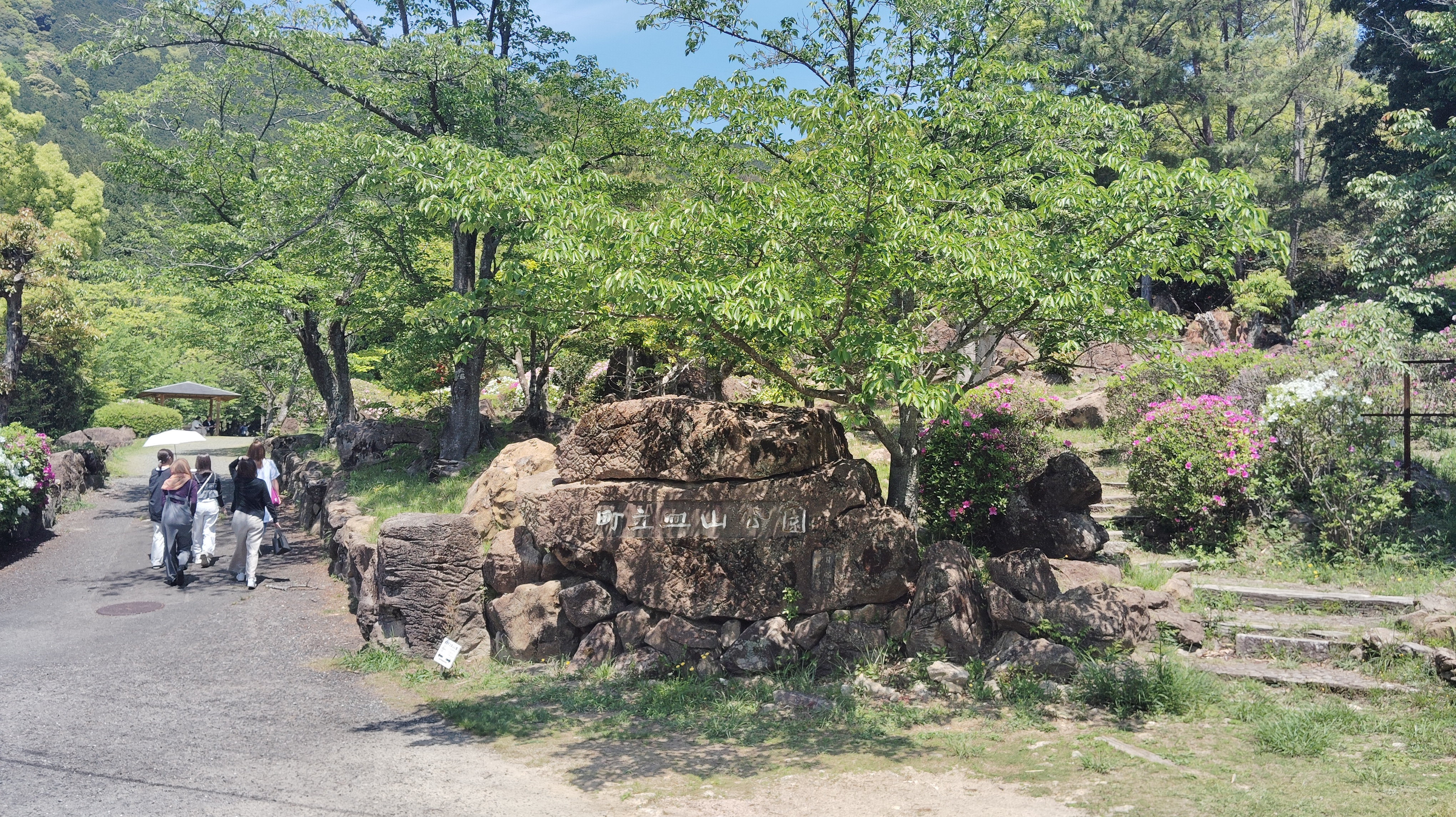
公園の入口